# Hapithus nodulosus
Hapithus nodulosus is een rechtvleugelig insect uit de familie krekels (Gryllidae). De wetenschappelijke naam van deze soort is voor het eerst geldig gepubliceerd in 1953 door Strohecker.